# Mompileri
(Sacerdote Giuseppe Lombardo)
Mompilieri o Mompileri (Mumpileri in siciliano) fu un antico casale esistito nella Sicilia orientale fino al XVII secolo.

## Territorio
Formatosi nei secoli alle pendici dell'Etna nelle terre prossime a Catania (dette "Vigne di Catania") con l'insediamento stabile di nuclei contadini, prima della sua rovinosa distruzione durante l'eruzione del 1669 da cui nacquero i Monti Rossi poco più a nord, il casale di Mompileri aveva un'estensione che comprendeva territori ricadenti negli odierni comuni di Mascalucia, Nicolosi e Belpasso, in provincia di Catania.
Noto in antico come Momspelero, quindi Vampuleri (o Vampolieri), era ubicato ai piedi della collina omonima, un cratere eccentrico sviluppatosi in cono piroclastico pare nel 693 a.C.
Oggi il toponimo è utilizzato unicamente per riferirsi all'omonima contrada nei pressi di Massannunziata, frazione di Mascalucia, ed al santuario ivi situato, dedicato alla Madonna della Sciara.

## Storia

### Le origini

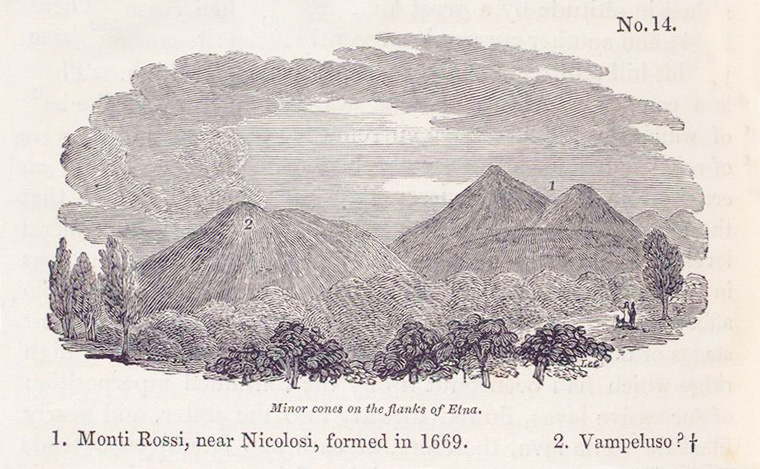
Coni minori sul fianco dell'Etna (1830-'33). In primo piano il cono qui detto Vampeluso, errata trasposizione di Vampolieri.

Non ci sono notizie certe sulla fondazione dell'abitato. Nel 1399, il re Martino I di Sicilia concesse il casale al nobile messinese Galvagno di Turtureto, investito del titolo di barone della Terra di Mompileri, a cui succedette il nipote Tommaso (1424), e quindi la figlia di questi, Lucia (1450).
Del 1446 è una citazione della chiesa della Beata Annunziata di Mompileri, quando papa Eugenio IV, elevando a collegiata la basilica di Maria Santissima dell'Elemosina a Catania, la arricchì di benefici vari tra cui proprio l'Annunziata. Il 21 settembre 1447, come riferito dallo storico padre Matteo Selvaggi, la terra di Mompileri fu lambita da una colata lavica di origine sommitale che non cagionò danni rilevanti.
Una tremenda eruzione tra il 1536 e il 1537 percorse, da quota compresa fra i 1800 ed i 1500 metri sopra il livello del mare, 10 km in soli 4 giorni, raggiunse e superò Nicolosi, proseguendo la sua corsa verso Mompileri fino a lambire la chiesa dell'Annunziata:
(...) Nello anno del Signore 1537 e nel mese di Maggio, (...) la Montagna scassò come haveva scassato lo hanno avanti 1536; lo foco che calava camminava pello nostro paese. Fu granni lo timore che si haveva, spingennosi a la aria le fiamme più di 40 palmi. Camminò tanti giorni lo foco e era gionto vicino la nostra Chiesa Maggiore di Mompileri. Haveva brugiato poche case e campagne e la xara arrivò alla detta Chiesa (...) Lo nostro Vicario D. Bartolomeo Macrì, presenti gli habitanti dello nostro paese, prese lo Velo miracoloso della Annunziata Maria e lo mise dinnanzi la porta della Chiesa, (...) Hallora lo foco si appoggiò allo muro di tramontana di detta Chiesa, e non passò havanti (...)
(Relazione datata 1582 di Gaetano Motta in Mompileri)
Nel 1645 i Turtureto cedettero Mompileri al banchiere genovese Giovanni Andrea Massa. A quella data, il borgo contava circa 628 abitanti, e i documenti storici su Mompileri, in massima parte redatti in occasione di una sorta di censimento avvenuto nel 1640-41 per la divisione e vendita dei casali di Catania ed Aci, riportano che gli abitanti del popoloso centro erano occupati nell'allevamento di pecore e capre, nella coltivazione della vite e nelle attività nei vicini boschi, da cui traevano legna, castagne e carbone.
I Massa conservarono il possesso del feudo anche nei secoli successivi, ma il nobile genovese Barnaba Giacinto Merelli ottenne il titolo di I Marchese di Mompilieri dal re Filippo IV di Spagna con privilegio dato il 13 febbraio 1650, che non si trattò di un titolo feudale, bensì di un titolo onorario. In seguito furono Marchesi di Mompilieri, i tre figli del Merelli, avuti dalla nobildonna siciliana Laura Alliata Lavagi: Paolo (1666), Vincenzo (1669), Fiordiligi (1698). Quest'ultima, avendo ereditato il titolo poiché i fratelli morirono senza eredi, sposò Giuseppe Fernandez de Medrano, che per via matrimoniale acquisì il titolo marchionale nel 1699. Il figlio Francesco Fernandez de Medrano Omodei, investito del titolo nel 1725, lo vendette a Giuseppe Letizia, patrizio capuano, che se ne investì il 10 gennaio 1766.

### L'eruzione del 1669

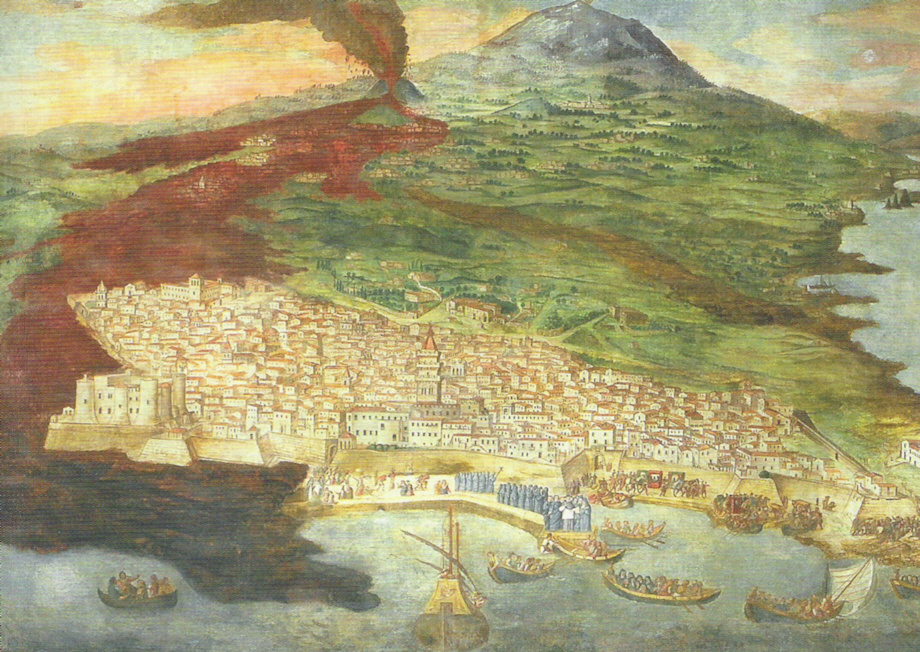
Eruzione dell'Etna del 1669

Nel 1669 si ebbe un'eruzione tra le più grandi e disastrose che le genti dell'Etna ricordino, che ebbe inizio l'8 marzo da una frattura a nord di Nicolosi con terremoti continui, prima lievi e via via sempre più forti. Quella stessa eruzione arrivò fino a Catania, la seppellì in massima parte ed allontanò la costa per oltre un chilometro.
Mompileri fu tra i centri più colpiti e già il 13 marzo era stata completamente distrutta dalla lava che la seppellì sotto una coltre spessa in alcuni punti anche 10 metri. Una cronaca di questo grande disastro fu scritta nel 1688 dal cappellano di Mompileri, don Antonino di Urso, che così racconta passo passo quei terribili giorni:
(...) Nel giorno 11 del mese di Marzo e giorno di lunedì nelle ore tredici, un altro terremoto più forte, fece cascare tutte le Chiese e molte case della vicina terra delli Nicolosi (...) Nello stesso giorno, vicino il Monte Fusaro, si apriva molto terreno e molto foco e fumo usciva da quella bocca infernale. Era tanto il rumore che pareva il finimondo. Lo foco cominciò ad abbrugiare la Guardia di Malpasso e poi Malpasso. Lo Duca Massa, Signore di questa terra, temendo che la lava copertiasse il nostro paese e si coprissero le divine Statue della Madre di Dio, mandò il suo Governatore con molta gente, per trasportare le Statue dell'Annuntiata e portarle al sicuro (...).
I mompilerini si credevano sicuri per via del Monte Mompileri che speravano riparasse il paese, ma il disinganno fu improvviso e tragico:
Tutti noi paesani havemo la speranza che il Monte (M. Mompileri) non facesse passare la lava. Ma ci ingannamu! Mentri lo foco calava e abbrugiava Malpasso, si divise in due braccia e copertò i quartieri di Potichelle, il Casale di Sant'Antonio e camminava contro la terra di San Pietro e Camporotondo (...) lo foco si spartì in due strade, uno brugiò il resto della Terra delli Nicolosi e l'altro circondò il detto Monte e minacciava il nostro paese, che sino a quella ora non havea havuto danno alcuno.
Gli abitanti erano così convinti che il Monte Mompileri riuscisse a trattenere la lava, deviandone il corso, che non vollero togliere nulla dalle case e dalla chiesa maggiore, in particolar modo l'effigie della loro patrona. Ma si sbagliavano, poiché la pressione esercitata dalla lava sfondò la base del Monte Mompileri e un fiume di lava incandescente si riversò sul paese. Così continua il racconto di padre Urso:
Il giorno 12 di Marzo, verso le hore 22, lo foco passò la parte del monte che guarda il nostro paese e cominciò a correre sopra la nostra terra e danneggiare ogni cosa. Copertò la strada che portava alli Nicolosi e poi lo foco camminando forte e senza risparmiare quello che incontrava, pervenne nella Chiesa maggiore e cominciò a copertarla e a diroccare il tetto, ch'era forte e solido (...) La lava dopo di havere covertato la Chiesa della Annunziata in poche ore covertò ancora tutte le case (...).

### Massannunziata
I Mompilerini ricostruirono ben presto le loro case ad una quota inferiore, in un'area a sud-ovest del sito originale, ed il borgo assunse il nome di Massannunziata. Il Ferrara dice:
Massannunziata che successe a Mompiliere sepolto nella medesima eruzione (del 1669)...
Il territorio di Massannunziata fu unificato nel 1839 a quello di Mascalucia, di cui divenne frazione.

## Mompileri nella letteratura
Il padre cassinese Valeriano de Franchis nella sua opera Catalogus Episcoporum scrive: 
.
Mompilerium, Villam vineis et arboribus adornatam, et aeris salubritate jucundam (Mompileri terra adorna di vigne e di alberi e gaio pel suo clima).
Antonio Filoteo degli Amodei scrive:
Tum vero periucundum Mompileri pagum ac Villam, Nicolosi nuncupata corruentibus incolarum tectis nostri prae oculis ad nihilum pene reduxit.

## Cultura
Nell'anno 1693, si narra che, qualche giorno prima del terribile terremoto che devastò Catania, dal dipinto della Nascita della Vergine Benedetta, custodito nella Chiesa sacra alla Natività della Vergine Santissima, sgorgarono lacrime:
In sudore vultus mei, hanc patriam liberavi, ab ingenti terraemotu anni 1693.
Questa chiesa esiste tuttora, scampata alle innumerevoli eruzioni ed anche al terribile terremoto del 1693, e nel giorno 8 settembre vi si celebra una messa dedicata alla Vergine.

## Religione
A testimonianza che Mompileri fosse uno dei centri religiosi siciliani più importanti dell'epoca, l'esistenza di ben otto chiese quali: Chiesa Maggiore, Sant'Antonio, San Michele, Porto Salvo, La Vera Croce, la Chiesa della Natività di Maria Santissima, quella della Misericordia o del Soccorso, e quella di San Marco.

### La Chiesa Maggiore

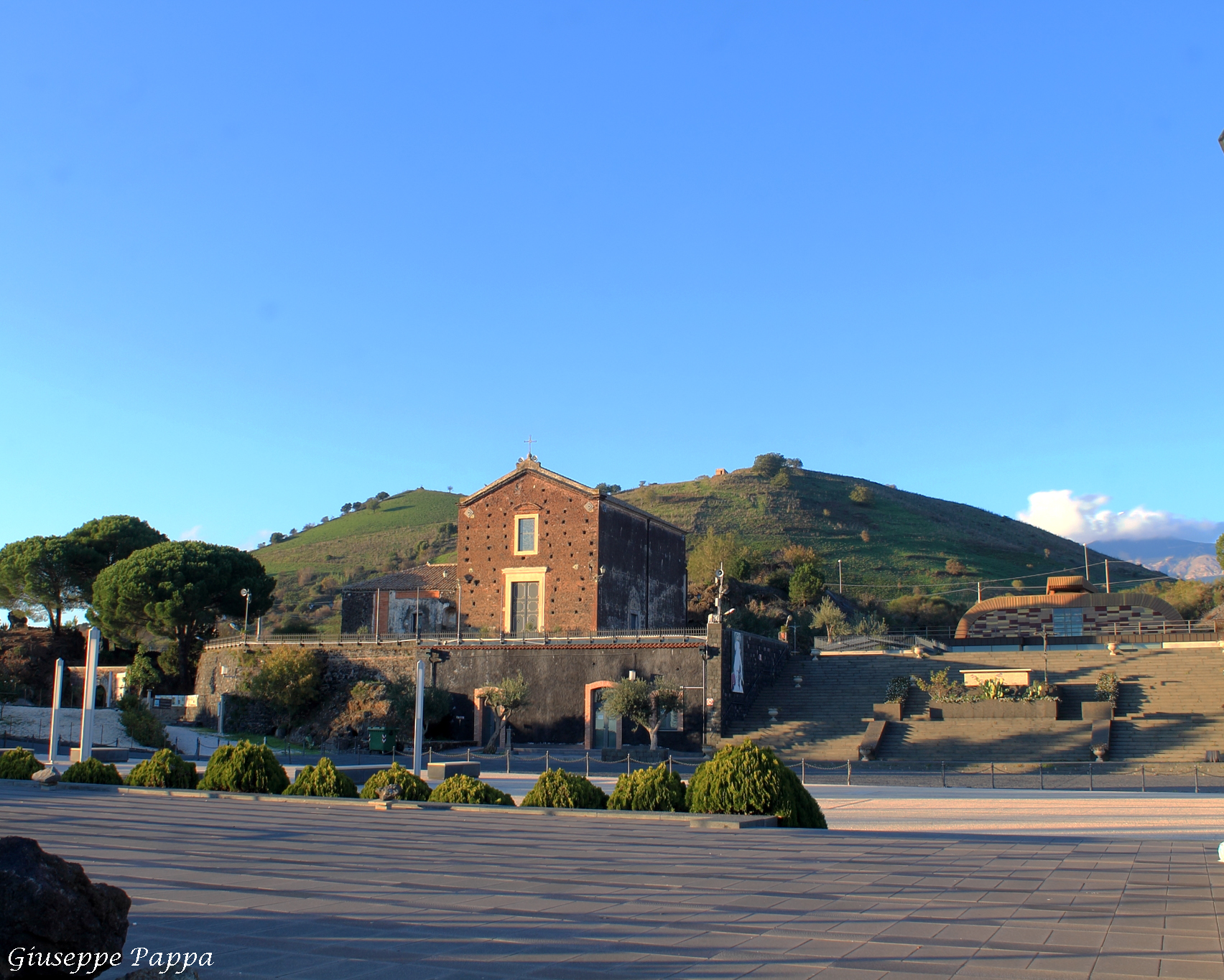
Il santuario settecentesco.

Tra queste, per imponenza e bellezza, primeggiava la Chiesa Maggiore. Le prime notizie certe su di essa ci provengono da una Bolla pontificia del 1382, che parla della successione di un parroco a Mompileri, il sacerdote Francesco Mostacioso.
La Chiesa, consacrata alla Vergine Annunziata, secondo quanto ci proviene dalla letteratura doveva essere bellissima; essa sorgeva a nord-ovest di Mompileri ed era strutturata come una basilica, a tre navate, con colonne e pilastri in pietra lava che ne sorreggevano la volta. All'interno vi erano allocati due gruppi marmorei, frutto della maestria dello scultore palermitano Antonello Gagini, che rappresentavano l'uno l'Annunciazione, con le statue dell'Arcangelo Gabriele e di Maria, e l'altro la Madonna. A destra di chi entrava, tra la statua della Madonna con il Bambino e, dietro l'Altare maggiore il bellissimo gruppo marmoreo dell'Annunciazione.
Queste sculture, che erano poste nei pressi dell'altare tra il 1524 ed il 1525, erano così belle che, a detta, del Tedeschi, «erano stupore dell'arte, se pure d'umane e non d'angeliche mani furono scolpite». Secondo il costume dell'epoca, il cimitero, di cui restano ancora tracce evidenti, era posto a ponente dietro il "Coro". A nord del tempio sorgeva il campanile dal quale faceva sentire le sue potenti note la campana dell'Annunziata, che poi venne ritrovata una decina d'anni dopo l'eruzione del 1669.

### La Chiesa di Maria Santissima Annunziata
Poco distante dal santuario della Madonna della Sciara vi è la chiesa dedicata a Maria SS. Annunziata, all'interno è custodita la statua dell'Arcangelo Michele.
Degna di nota è la storia della statua dell'Arcangelo in essa conservata. I fedeli, infatti, nel disperato tentativo di salvarla dalla lava, cercarono di trasportare la statua il più lontano possibile. Tale tentativo, fu però vano. Il fiume di fuoco" infatti, assai più veloce di quanto gli stessi uomini credevano possibile, raggiunse la statua, ma anziché distruggerla la lava si aprì in due grandi braccia avvolgendola quasi a formare un riparo, per proseguire il suo corso devastatore.
Rimase a lungo in quella nicchia di pietra nera, per poi esser ripresa dai nuovi abitanti di Massannunziata e trasportata nella sua nuova casa. San Michele arcangelo è il protettore dell'attuale frazione di Massannunziata, e se ne celebra la festa il 29 settembre.

## Galleria d'immagini

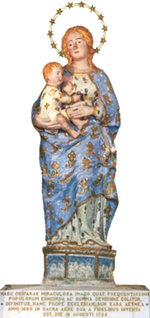
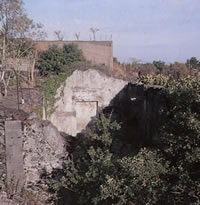
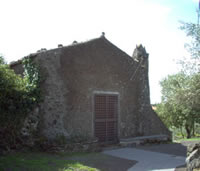
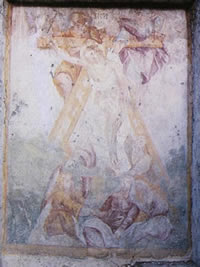
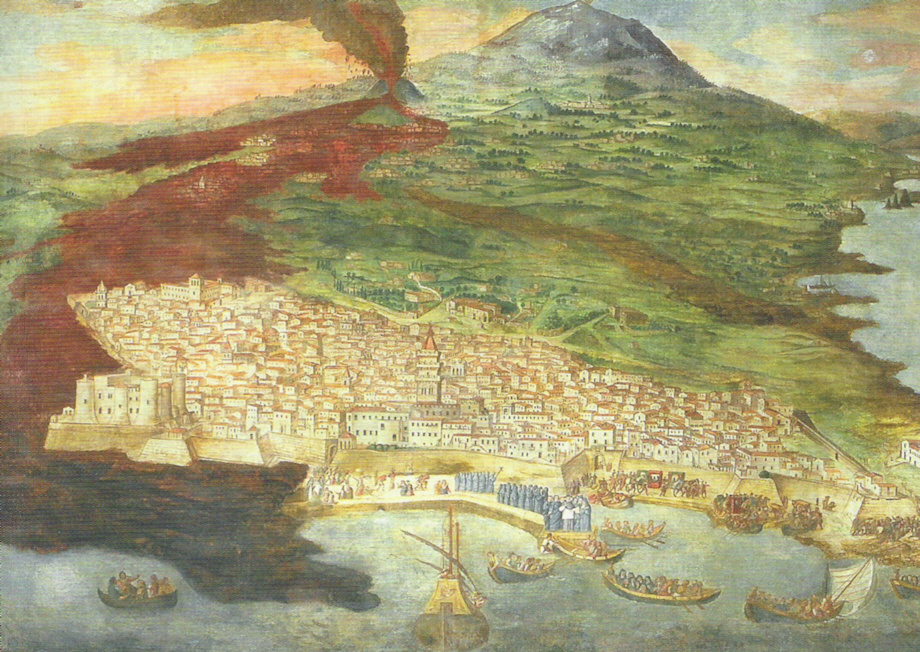
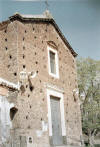
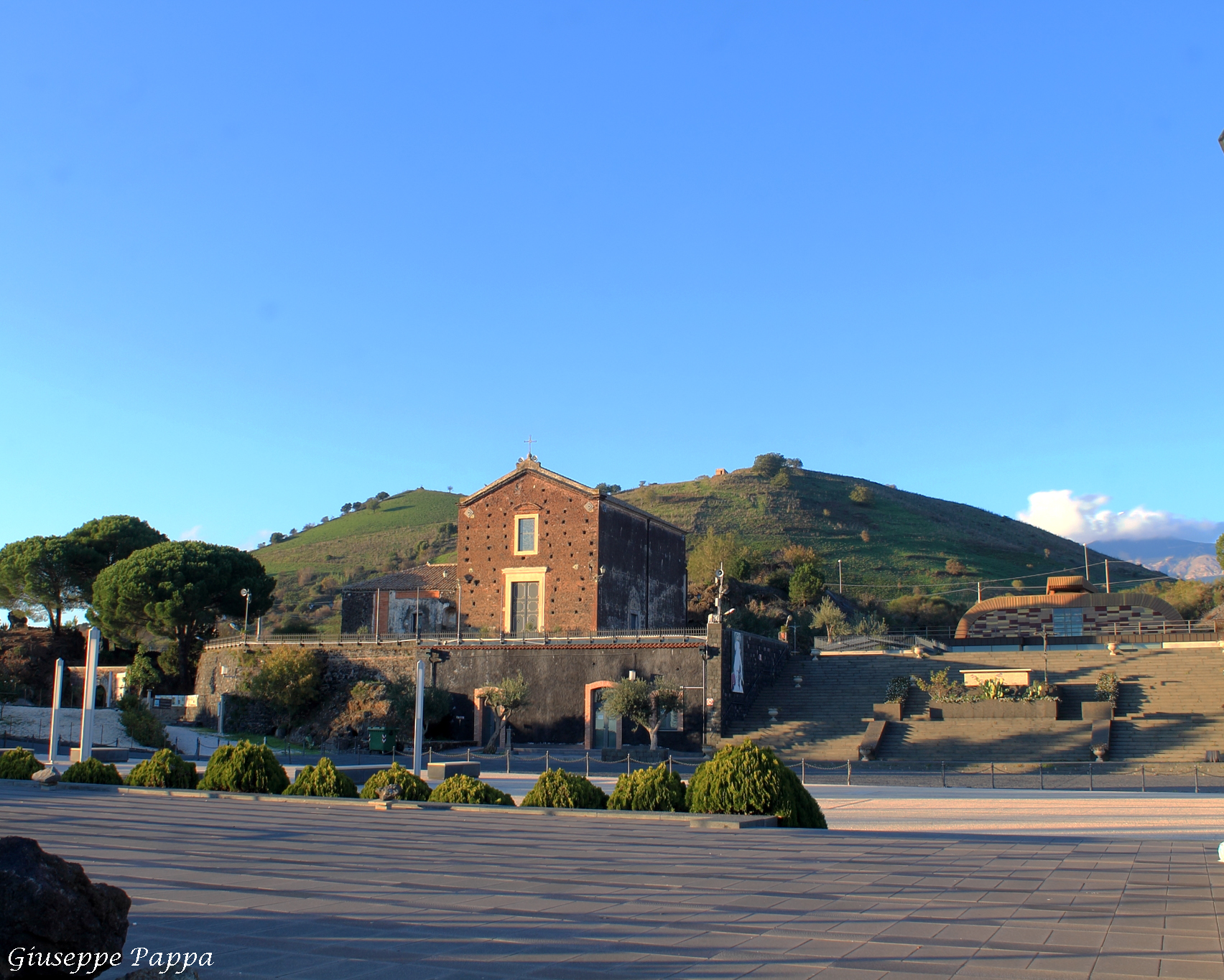